# Amiota biacuta
Amiota biacuta är en tvåvingeart som beskrevs av Zhang och Chen 2006. Amiota biacuta ingår i släktet Amiota och familjen daggflugor. Inga underarter finns listade i Catalogue of Life.